# Muhammad Bahadur Khanji III
Muhammad Bahadur Khanji III (Junagadh, 22 gennaio 1856 – Junagadh, 21 gennaio 1892) è stato un principe indiano.
Fu Nawab di Junagadh dal 1882 al 1892.

## Biografia

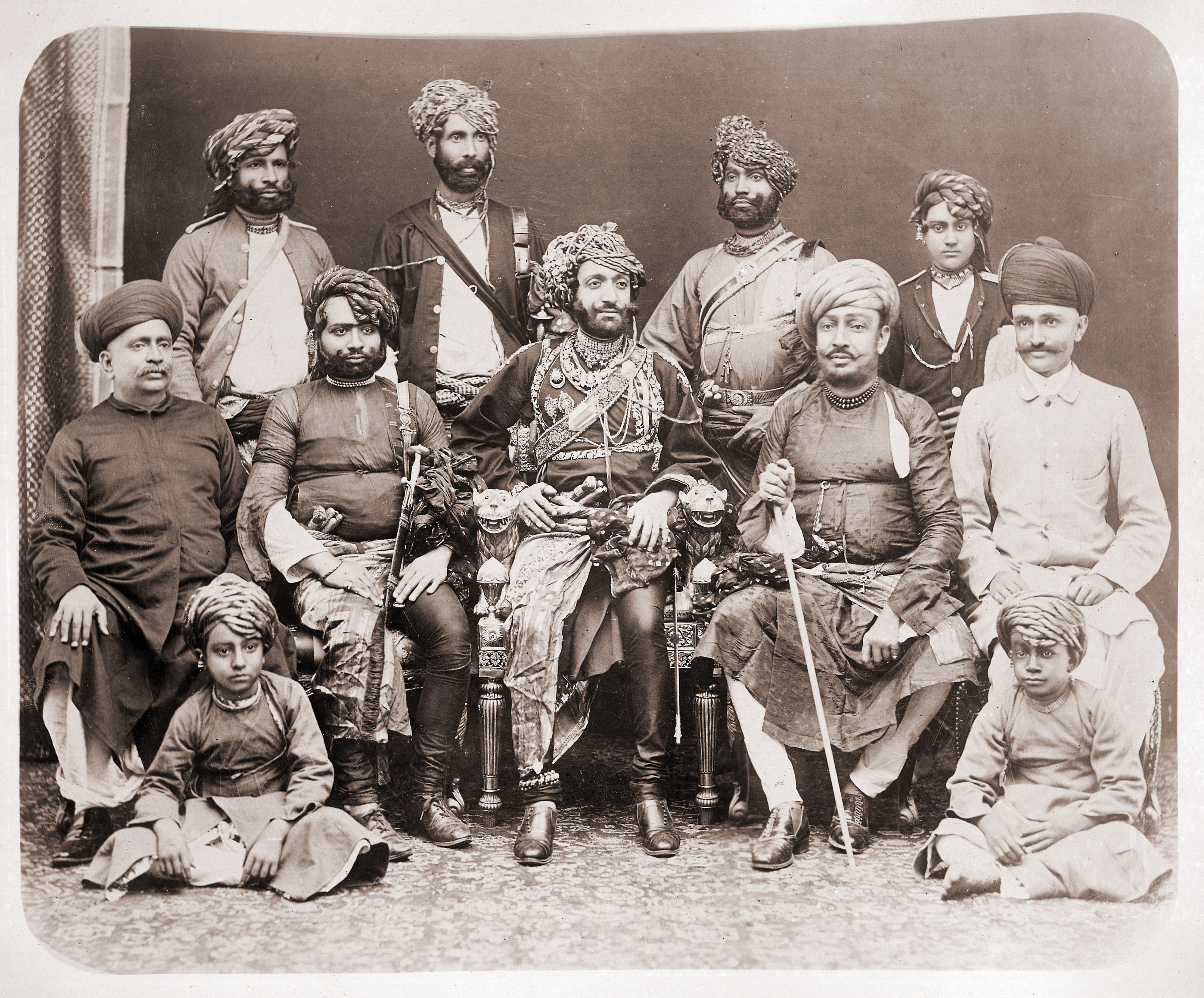
Il nawab con alcuni ufficiali di stato in una fotografia degli anni '80 dell'Ottocento

Muhammad Bahadur Khanji III, nato a Junagadh il 22 gennaio 1856, era il figlio primogenito di Muhammad Mohbat Khanji II, nawab di Junagadh. Sua madre era Noor Bibi. Alla morte di suo padre, il 29 settembre 1882, salì al trono dello stato di Junagadh. Nel maggio 1873 sposò due donne aristocratiche, Amir Bakhte Begum e Umrao Bakhte Begum, mentre nel 1874 sposò Dosi Bibi, figlia del nawab Muhammad Zorawar Khanji di Balasinor. Si sposò poi per la quarta volta il 10 febbraio 1891.
Morì il 21 gennaio 1892 e, non avendo avuto eredi, gli successe il fratello minore Muhammad Rasul Khanji.